# Frank szwajcarski
Frank szwajcarski – waluta Szwajcarii i Liechtensteinu, oznaczenie według ISO 4217: CHF (z łac. Confœderatio Helvetica Franc). Jeden frank szwajcarski dzieli się na 100 centymów (według nazewnictwa francuskiego – fr. centimes) lub 100 rappenów (określanych tak w części niemieckojęzycznej – niem. Rappen). Jest jedną z podstawowych walut wymienialnych świata, obok euro, dolara, jena i funta.
Frank szwajcarski został wprowadzony na terenie Konfederacji Szwajcarskiej w 1850 i zastąpił szereg lokalnych walut, które wprowadzili Francuzi w okresie wojen napoleońskich i Konfederacji Helweckiej. Frank szwajcarski w chwili wprowadzenia był równy 1 Frankowi francuskiemu.
| 1 Geneva franc               | 100 centymów                                          | 1 Frank szwajcarski          |
| 1 Glarus frank               | 100 Rapenów                                           | 1.4597 Franka szwajcarskiego |
| 1 Unterwalden frank          | 10 Batzen                                             | 1.4597 Franka szwajcarskiego |
| 1 Zürich frank               | 10 Batzen = 100 Rapenów = 300 Hellerów = 25 szylingów | 1.4597 Franka szwajcarskiego |
| 1 Schaffhausen frank         | 10 Batzen = 40 Kreuzerów                              | 1.4597 Franka szwajcarskiego |
| 1 Thurgau frank              | 10 Batzen = 40 Kreuzerów                              | 1.4597 Franka szwajcarskiego |
| 1 Aargau frank               | 10 Batzen = 40 Kreuzerów = 100 Rapenów                | 1.4597 Franka szwajcarskiego |
| 1 Fribourg frank             | 10 Batzen = 40 Kreuzerów = 100 Rapenów                | 1.4597 Franka szwajcarskiego |
| 1 Solothurn frank            | 10 Batzen = 40 Kreuzerów = 100 Rapenów                | 1.4597 Franka szwajcarskiego |
| 1 Appenzel frank             | 10 Batzen = 40 Kreuzerów = 160 Pfeningów              | 1.4597 Franka szwajcarskiego |
| 1 St. Gallen frank           | 10 Batzen = 40 Kreuzerów = 160 Pfeningów              | 1.4597 Franka szwajcarskiego |
| 1 Basel frank                | 10 Batzen = 100 Rapenów                               | 1.4597 Franka szwajcarskiego |
| 1 Berne frank                | 10 Batzen = 100 Rapenów                               | 1.4597 Franka szwajcarskiego |
| 1 Uri frank                  | 10 Batzen = 100 Rapenów                               | 1.4597 Franka szwajcarskiego |
| 1 Luzern frank               | 10 Batzen = 100 Rapenów = 200 Angsterów               | 1.4597 Franka szwajcarskiego |
| 1 Schwyz frank               | 10 Batzen = 100 Rapenów = 200 Angsterów               | 1.4597 Franka szwajcarskiego |
| 1 Graubünden frank           | 10 Batzen = 60 Blizgerów                              | 1.4597 Franka szwajcarskiego |
| 1 Ticinese franco            | 20 Soldi = 240 denari                                 | 1.4597 Franka szwajcarskiego |
| 1 Vaud franc                 | 10 Batzen = 100 Rapenów                               | 1 3/7 Franka szwajcarskiego  |
| 1 Południowoniemiecki gulden | 15 Batzen = 60 Kreuzerów                              | 2,12 Franka szwajcarskiego   |

## Monety

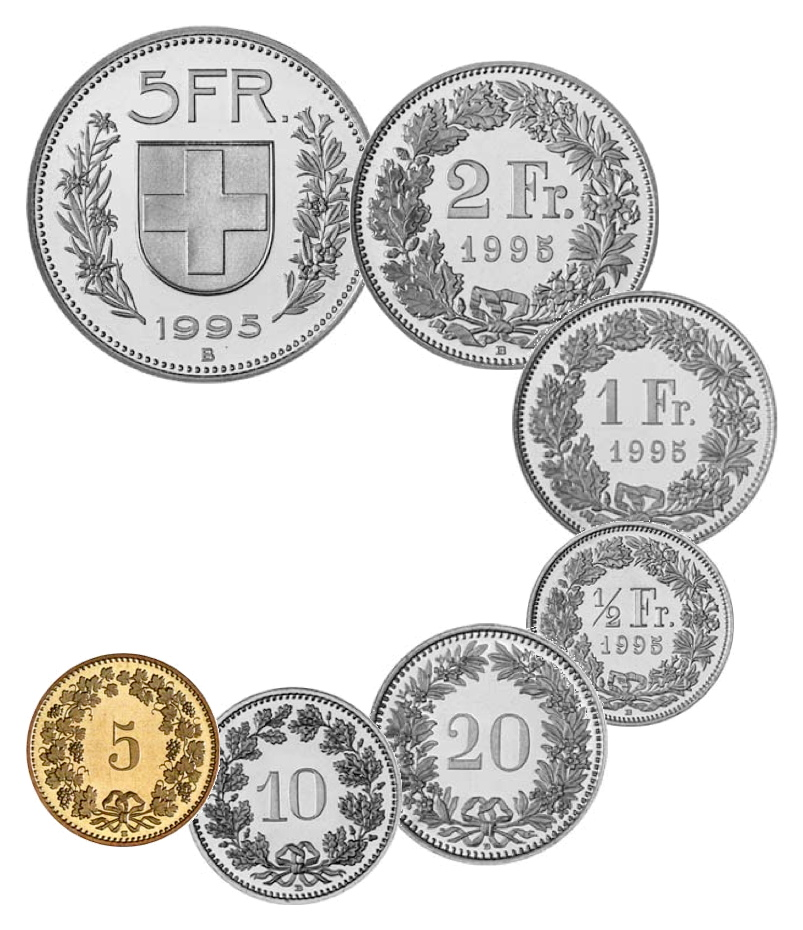
Monety

Do roku 1967 monety o nominałach ½, 1, 2 i 5 franków były wykonane ze srebra; od roku 1968 zaprzestano bicia srebrnych monet obiegowych.
| Wartość     | Średnica (mm) | Grubość (mm) | Masa (g) | Skład         | Uwagi                                                  |
| ----------- | ------------- | ------------ | -------- | ------------- | ------------------------------------------------------ |
| 5 centymów  | 17.15         | 1.25         | 1.8      | brązal        | Wytwarzane z miedzioniklu lub czystego niklu do 1980 r |
| 10 centymów | 19.15         | 1.45         | 3        | miedzionikiel | Produkowane w obecnym mennictwie od 1879 roku.         |
| 20 centymów | 21.05         | 1.65         | 4        | miedzionikiel |                                                        |
| ½ franka    | 18.20         | 1.25         | 2.2      | miedzionikiel | W srebrze do 1967 roku                                 |
| 1 frank     | 23.20         | 1.55         | 4.4      | miedzionikiel | W srebrze do 1967 roku                                 |
| 2 franki    | 27.40         | 2.15         | 8.8      | miedzionikiel | W srebrze do 1967 roku                                 |
| 5 franków   | 31.45         | 2.35         | 13.2     | miedzionikiel | W srebrze do 1967 roku i w 1969; masa 25g do 1930      |

## Banknoty
Banknoty występują w nominałach 10, 20, 50, 100, 200 i 1000 franków.

### 9. seria (aktualna)
Od kwietnia 2016 do 2019 Szwajcarski Bank Narodowy stopniowo wprowadził do obiegu nowe banknoty utrzymujące wysokie standardy bezpieczeństwa i trudne do sfałszowania. Autorką projektu dziewiątej serii banknotów jest Manuela Pfrunder. Wszystkie banknoty ósmej serii zostały wycofane 30 kwietnia 2021 r., ale podobnie jak wycofane w 2000 r. banknoty szóstej serii pozostają bezterminowo wymienialne w Narodowym Banku Szwajcarii.

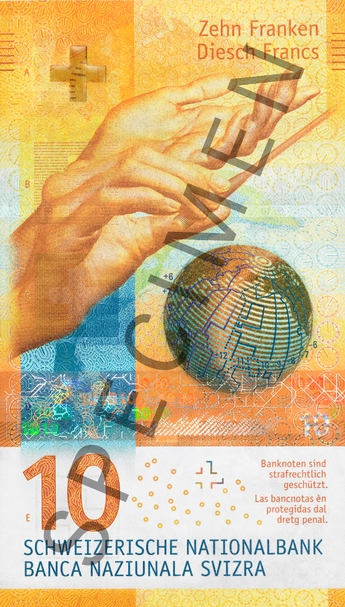
Kobieca para dłoni z pałką prowadzi rytm; Wzór kalejdoskopu: tarcze; glob wokół linii danych: koniec dnia (Pacyfik, Cieśnina Beringa), rysowane są strefy czasowe; Paski bezpieczeństwa: Pasek bezpieczeństwa pokazuje szwajcarską sieć kolejową i najdłuższe tunele kolejowe w Szwajcarii są wymienione według długości podanej w kilometrach.
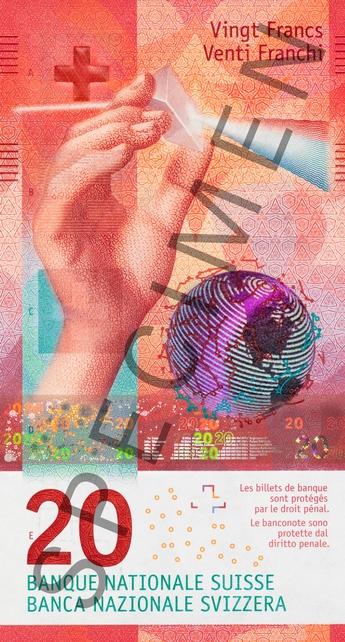
Chłopięca prawa dłoń trzyma pryzmat w wiązce światła, dzięki czemu światło jest rozpraszane na różne kolory; Wzór kalejdoskopu: Tło notatki przypomina spojrzenie przez kalejdoskop, w którym kolorowe odbicie powstaje w wyniku odbicia światła; Kula ziemska cztery godziny wcześniej (Pacyfik, Ameryka Północna), nad którą światło znajduje się na gwiaździstych obrazach; Paski bezpieczeństwa: Na mapie Szwajcarii i okolicznych regionów emisje światła w nocy, odległość różnych ciał niebieskich od Ziemi podana w sekundach świetlnych.
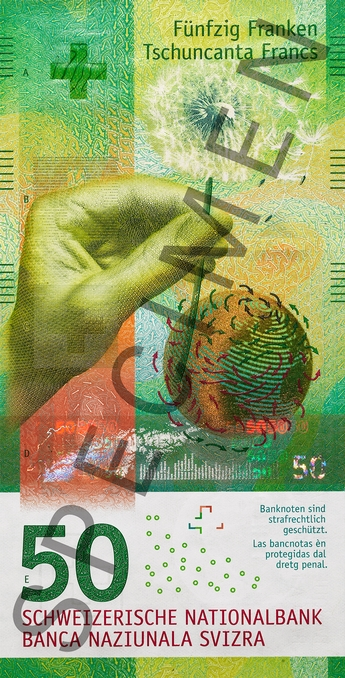
Lewa dłoń trzyma dojrzały kwiat mniszka lekarskiego na zdmuchującym go wietrze; Wzór tła: strzałki wiatru; Glob cztery godziny wcześniej (Atlantyk, Ameryka Północna i Południowa) i strzałki wiatru na kuli ziemskiej pokazują kierunki wiatrów łączących Szwajcarię z innymi regionami i kontynentami; Paski bezpieczeństwa: masyw alpejski i główne szczyty Alp Szwajcarskich o wysokości ponad 4000 m n.p.m. są wymienione z nazwy, od A jako Aletschhorn do Z jako Zumsteinspitze.
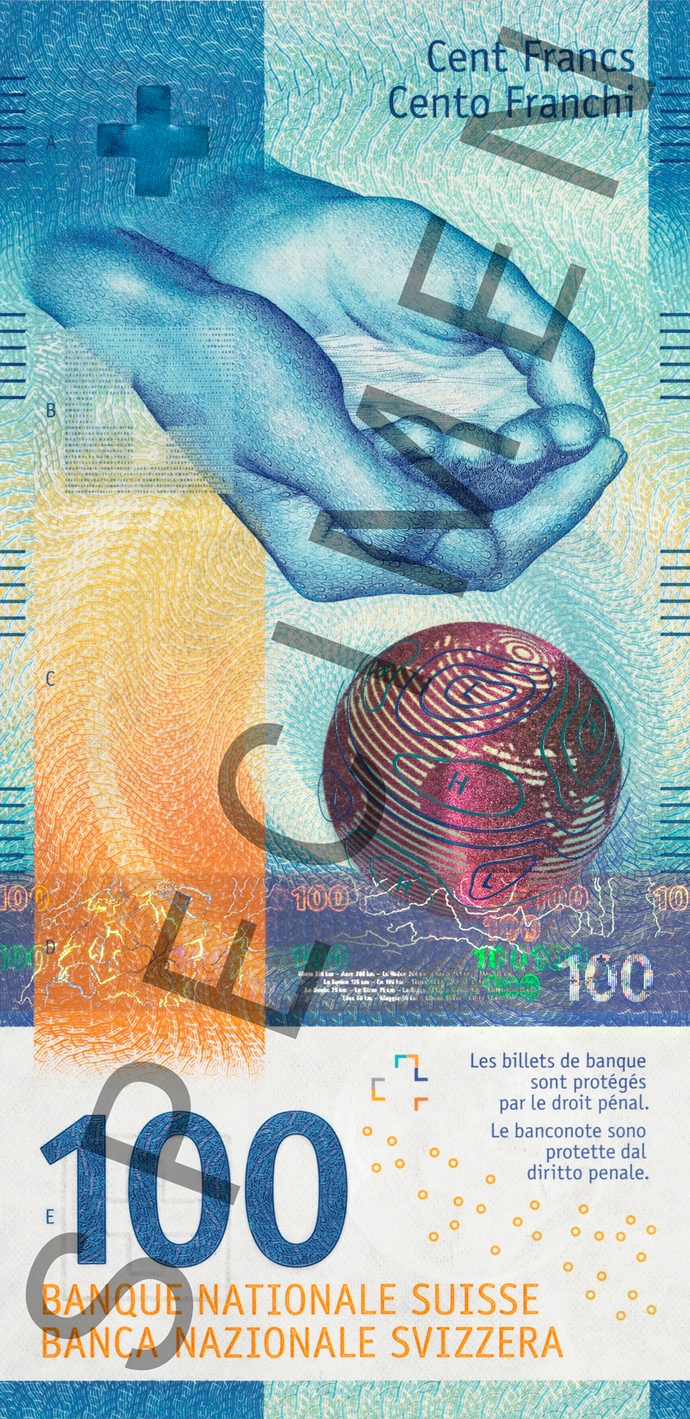
Złączona para dłoni trzyma wodę; Glob kolejne cztery godziny wcześniej (Atlantyk, Europa, Afryka, Bliski Wschód). Na pasku bezpieczeństwa wymieniono kilka szwajcarskich rzek uszeregowanych według długości.
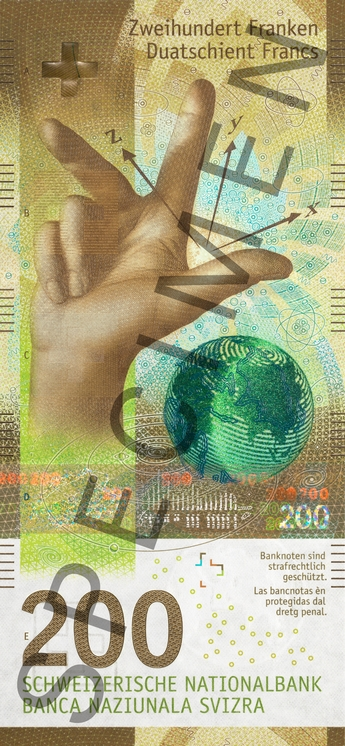
Prawa dłoń wskazuje kciukiem, palcem wskazującym i środkowym trzy kierunki (patrz reguła trzech palców); Glob cztery godziny wcześniej (Ocean Indyjski, Afryka, Europa, Bliski Wschód, Rosja, Azja). Na pasku bezpieczeństwa zapisano etapy powstawania wszechświata w adnotacji wykładniczej.
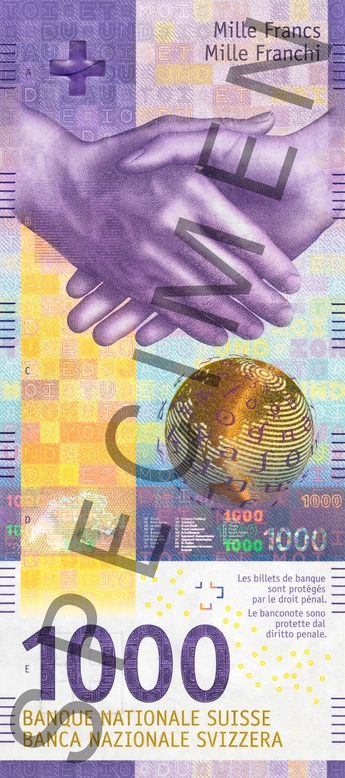
Dwie dłonie w geście powitania; Glob cztery godziny wcześniej: początek dnia (Ocean Indyjski, Azja, Australia, Pacyfik).
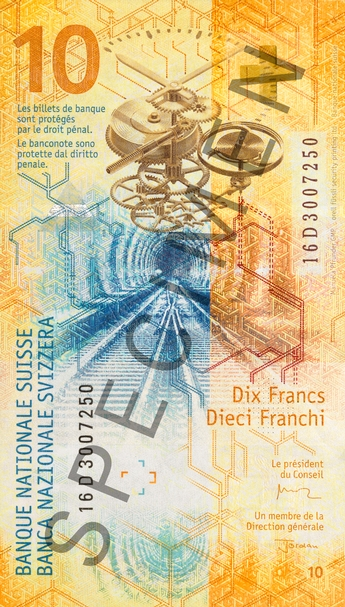
Połączenie dwóch torów za pomocą przełącznika szczelin w tunelu bazowym Lötschberg. Mechanizm zegarowy, oznacza dobrze funkcjonującą organizację; Linie są szkicami Szwajcarii, Austrii i części węgierskiej sieci kolejowej.
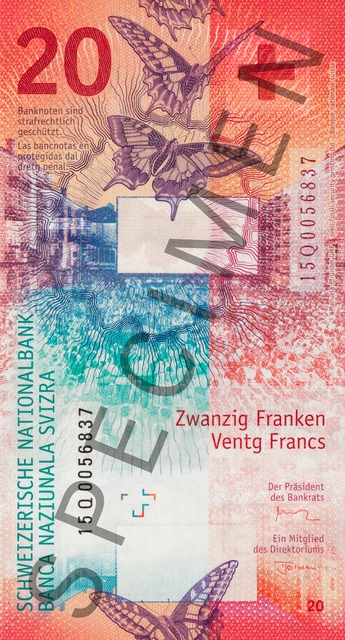
Lekka projekcja na dużym ekranie na Piazza Grande w Locarno podczas Festiwalu Filmowego; Motyl: Światło ożywia jego kolory, jak i całą różnorodność natury; Linie w tle przedstawiają tęczówkę, która jest elementem definiującym kolor oczu.
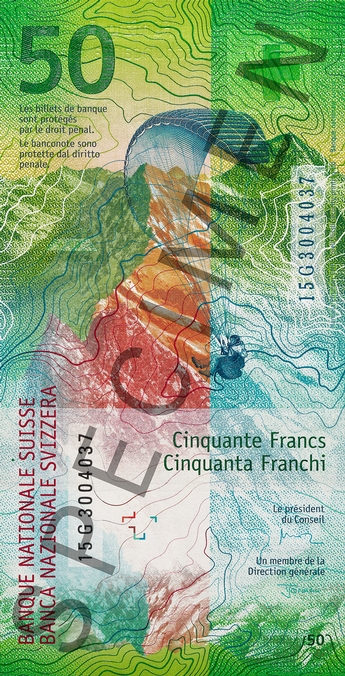
Prądy powietrza przepływają wokół lodowcowych szczytów Alp i dają możliwość wznoszenia się i opadania; paralotnie; krzywe wysokościowe ilustrują zróżnicowany krajobraz Szwajcarii.
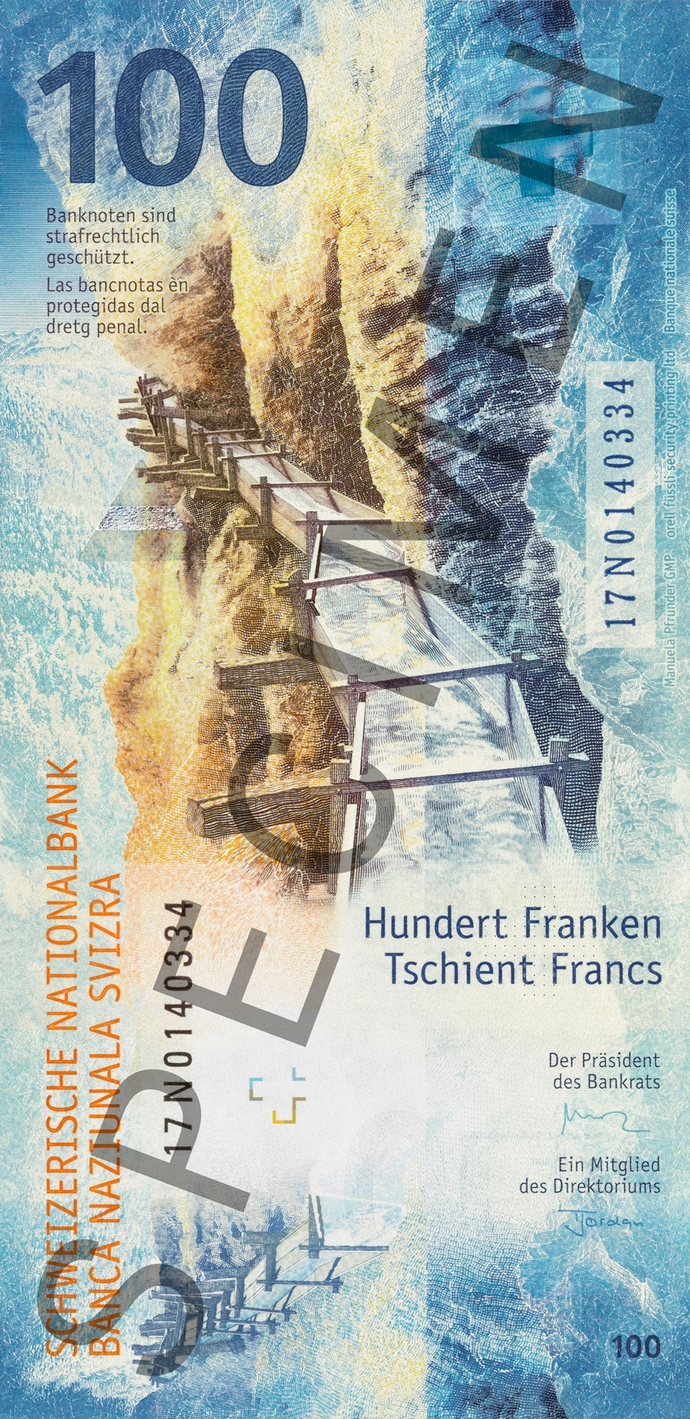
Woda płynie wzdłuż pionowej, lecz wegetatywnej skały w suchym Wallis; Suonen.
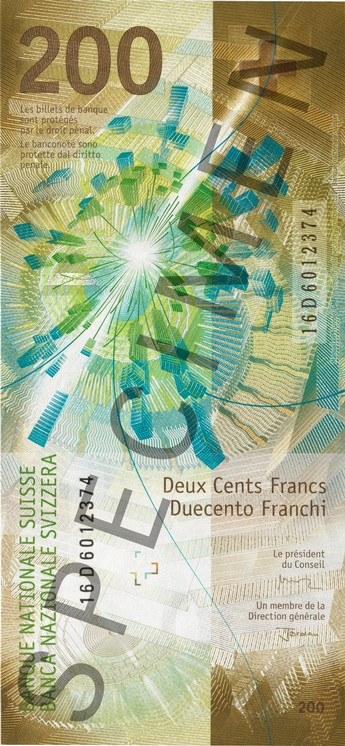
Cząstki przepływają przez detektor cząstek LHC z CERN w Genewie; graficzny schemat zderzenia cząstek.
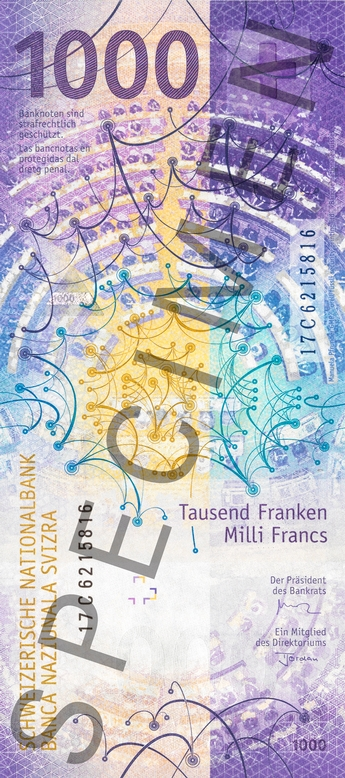
Podczas Zjednoczonego Zgromadzenia Federalnego Radców Federalnych w Pałacu Federalnym w Bernie przemówienia są wygłaszane w jednym z języków narodowych; Grafika sieci relacji.

### 8. seria (wycofana)

Seria 8 1995 – 2015
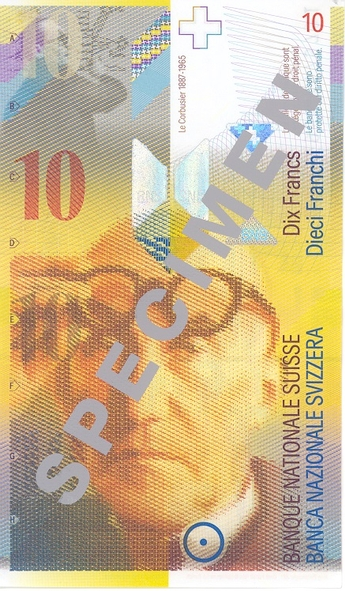
Le Corbusier
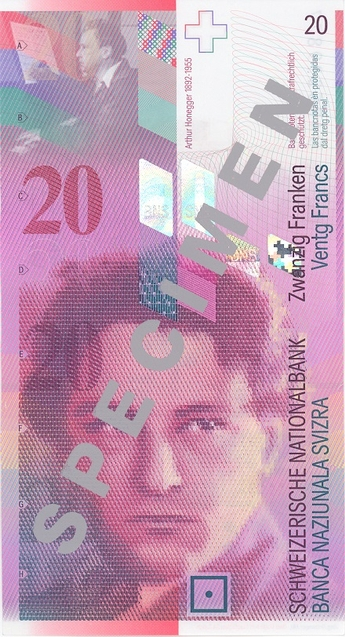
Arthur Honegger
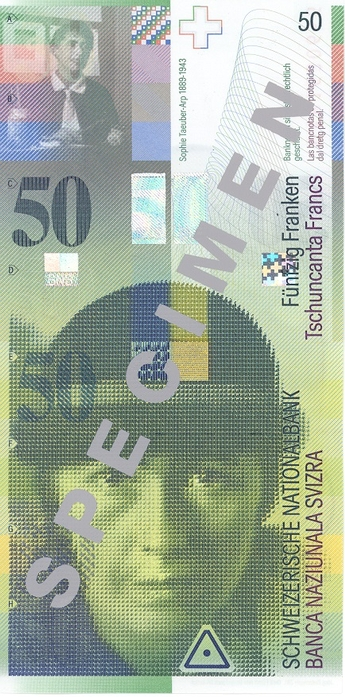
Sophie Taeuber-Arp
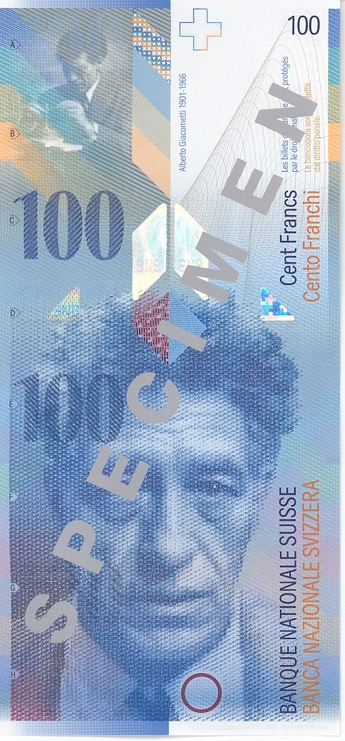
Alberto Giacometti
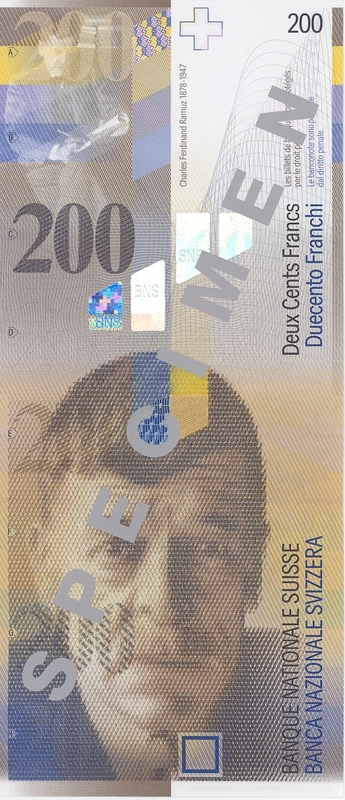
Charles-Ferdinand Ramuz
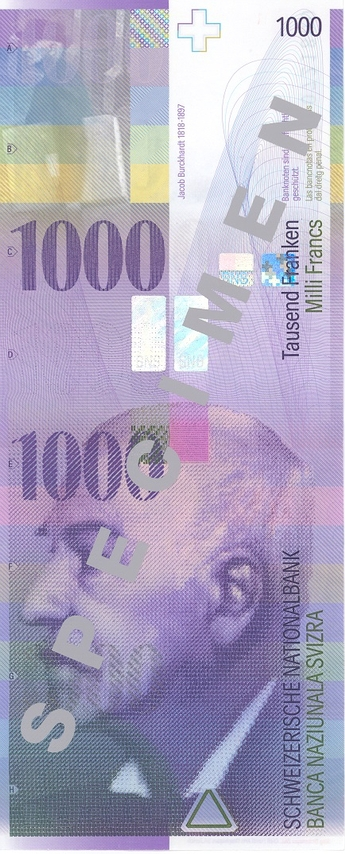
Jacob Burckhardt
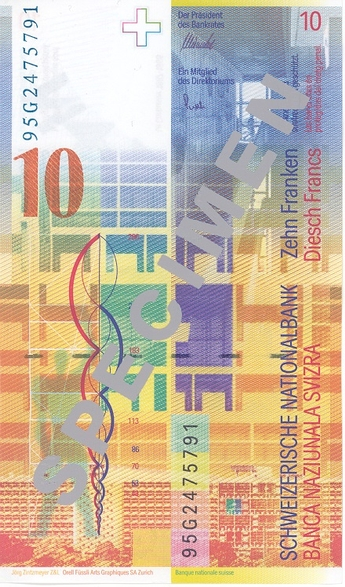
Układ dzielnicy rządowej indyjskiego miasta Chandigarh
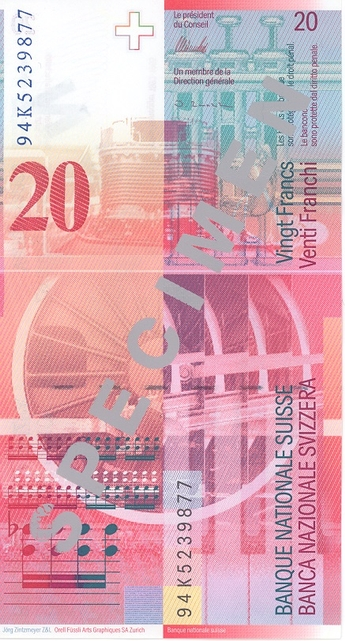
Pacific 231
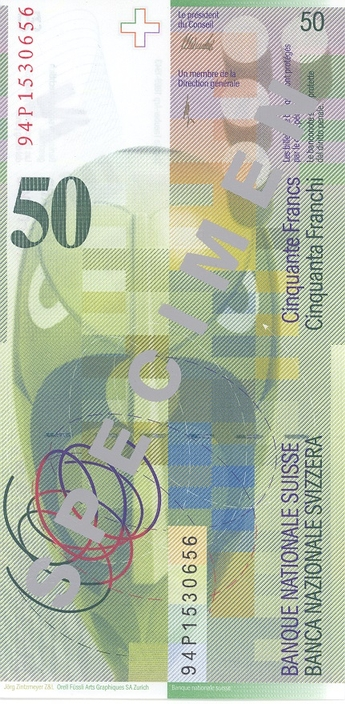
Tête Dada, 1919
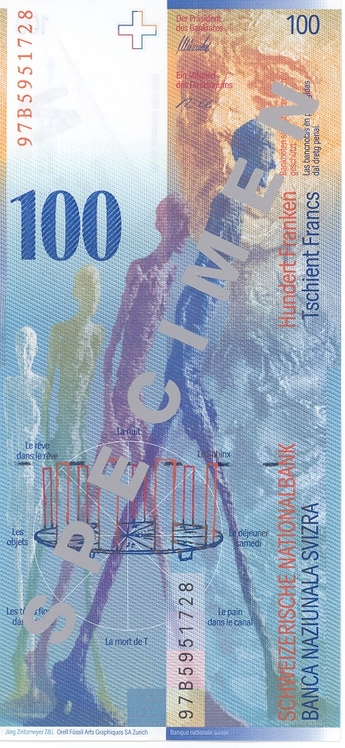
Rzeźba Idący człowiek I
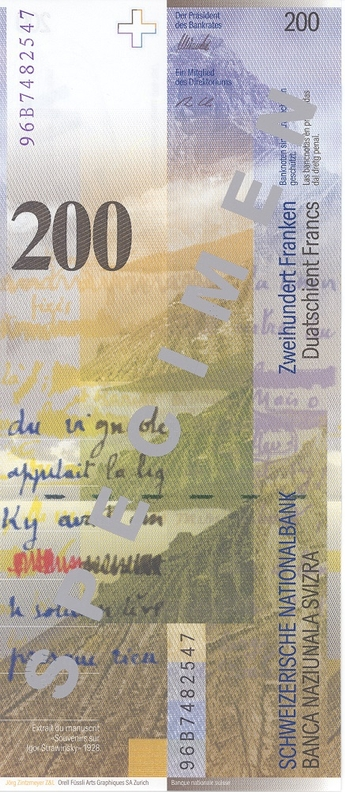
Jezioro Lac de Derborence i szczyt Sommet des Diablerets i region Lavaux
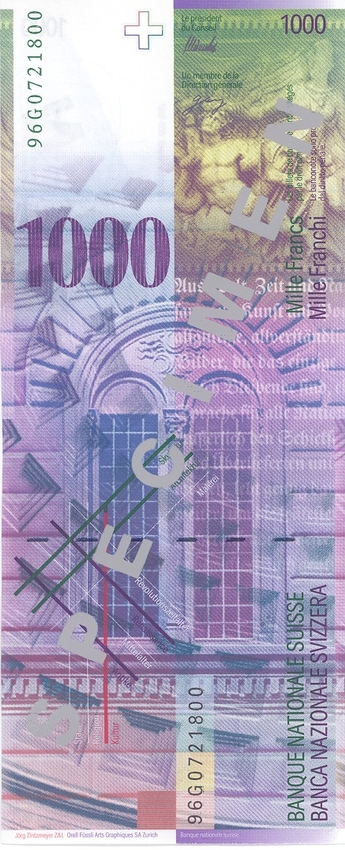
Pałac Strozzi